# James Elms Swett
James Elms Swett (Seattle, 15 giugno 1920 – Redding (California), 18 gennaio 2009) è stato un militare e aviatore statunitense, asso dell'aviazione nel corso della seconda guerra mondiale con 15,5 vittorie aeree ottenute in 103 missioni di combattimento. Insignito della Medal of Honor.

## Biografia

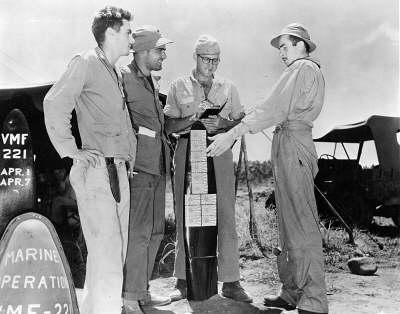
Tenente James E. Swett e altri membri dello VMF-221 (da sinistra a destra: 1stLt W.E. Welker, Jr., 1stLt W.H. Hallmeyer, Lt (jg) McAshan, USN, del Fighter Command Intelligence.

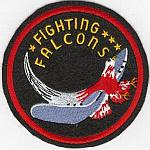
VMF-221

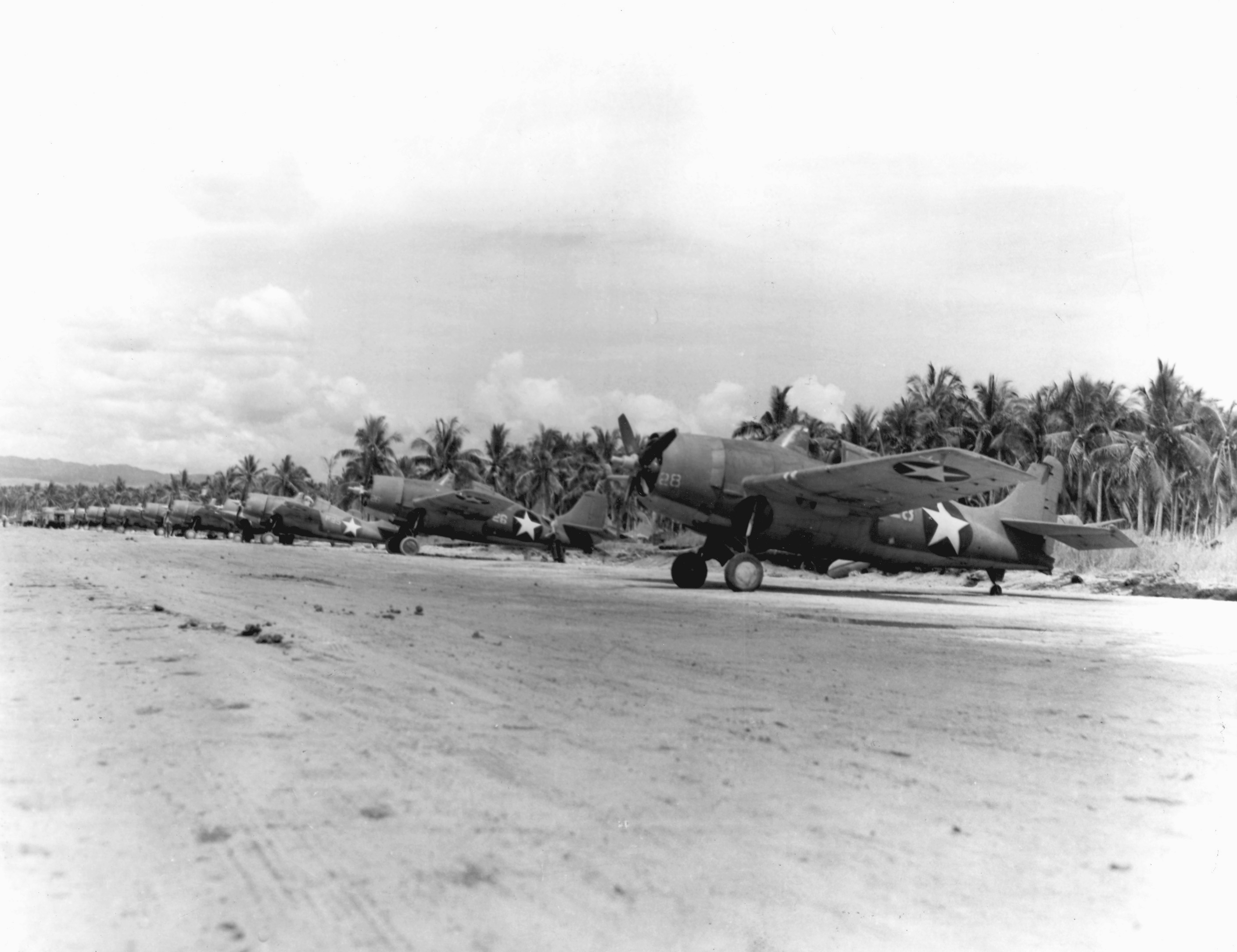
Grumman F4F Wildcat a Henderson Field, Guadalcanal.

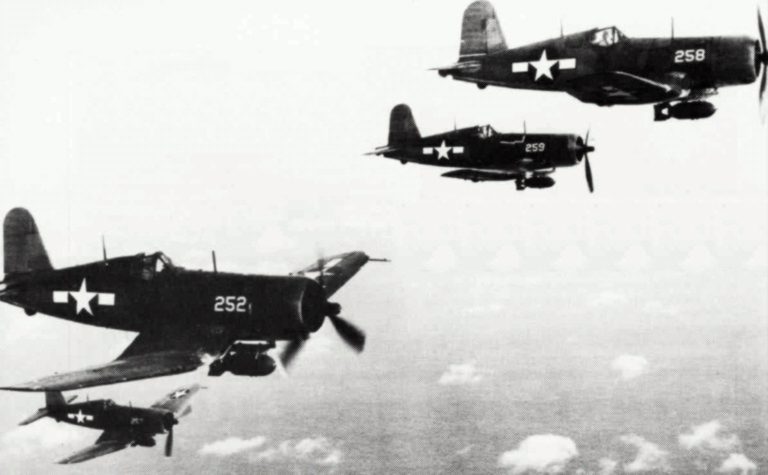
Caccia Chance-Vought F4U-1 Corsair dello USMC in volo.

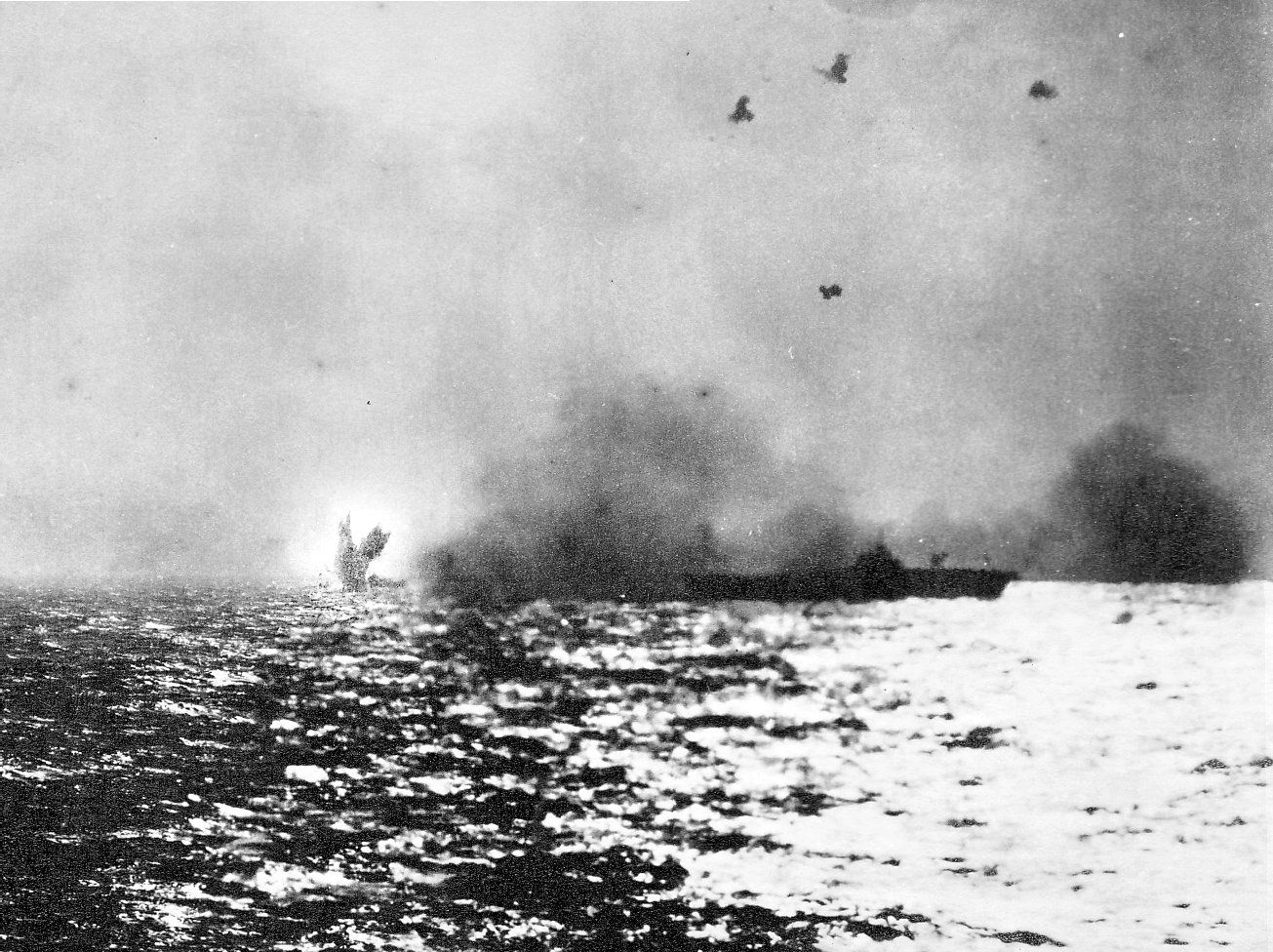
Un velivolo kamikaze colpisce la portaerei Bunker Hill l'11 maggio 1945.

Nacque il 15 giugno 1920 a Seattle, Washington, figlio di George Elms e Nellie Emily Burns. I suoi genitori si trasferirono a San Mateo, in California, circa tre settimane dopo la sua nascita. Diplomatosi alla San Mateo High School, San Mateo, California, e si iscrisse al College di San Mateo nel 1939. Ottenne una licenza di pilota privato, che comportava 450 e più ore di volo presso il Civilian Pilot Training.  Dopo aver cercato di arruolarsi presso l'US Coast Guard, il reclutatore lo convinse ad arruolarsi nella United States Naval Reserve come marinaio di seconda classe il 26 agosto 1941 e iniziò l'addestramento al volo come cadetto pilota nel mese di settembre.
Completò l'addestramento al pilotaggio all'inizio del 1942, piazzandosi tra i primi dieci della sua classe. Gli fu data la possibilità di scegliere tra una entrare nel Corpo dei Marines o nell'US Navy, e scelse optò per il corpo dei Marines. Fu nominato sottotenente sulla NAS Corpus Christi, Texas, il 1 aprile 1942. Continuò il suo addestramento avanzato al volo, prima a Quantico, in Virginia, poi al Lago Michigan, dove ottenne l'abilitazione all'impiego sulle portaerei a bordo della Wolverine e infine ricevette le sue ali di pilota a San Diego.
Nel luglio 1942 fu posto agli arresti di rigore per un periodo di dieci giorni perché "picchiava e volava sul traffico" al di sotto dei 500 piedi (152 metri), lungo la Route 1 degli Stati Uniti. Fu quindi trasferito in una stazione aerea in Florida. Nel dicembre 1942 partì per il Pacifico sud-occidentale a bordo della portaerei di scorta Nassau, raggiungendo Pearl Harbor, poi Espiritu Santo, e quando arrivò a Guadalcanal all'inizio del febbraio 1943 fu assegnato al VMF-221, che faceva parte del Marine Air Group 12, 1st Marine Air Wing.
Il 7 aprile 1943, nella sua prima missione di combattimento, divenne un asso dell'aviazione conseguendo sette vittorie aeree. La mattina presto del 7 aprile decollò in qualità capo pattuglia di una Combat air patrol sulle Isole Russell, in attesa di un grande attacco aereo giapponese ordinato dall'ammiraglio Isoroku Yamamoto ed effettuato con 400 velivoli. Atterrando per fare rifornimento, la pattuglia di quattro caccia Grumman F4F Wildcat al suo comando fu fatta decollare dopo che altri aerei da osservazione segnalarono 150 aerei nemici in avvicinamento sullo Ironbottom Sound, diretti contro la flotta navale statunitense a Tulagi, un'isola a circa 30 miglia da Henderson Field a Guadalcanal. Decollarono complessivamente settantasei aerei americani che intercettarono una grande formazione di bombardieri in picchiata giapponesi Aichi D3A Val che attaccavano il porto di Tulagi. Durante il combattimento inseguì tre Aichi D3A Val che si tuffavano sul porto. Dopo averne abbattuti due, e mentre stava sfuggendo al fuoco del mitragliere posteriore del terzo, l'ala sinistra del suo Grumman F4F Wildcat fu perforata dal fuoco antiaereo statunitense. Nonostante ciò, abbatte un terzo D3A Val e si rivolse verso una seconda formazione di sei D3A Val che lasciavano l'area.
Attaccò ripetutamente la linea dei bombardieri in picchiata, abbattendone a turno quattro con brevi raffiche di mitragliatrice, e ne stava attaccando un quinto quando esaurì sue munizioni e la sua cabina di pilotaggio fu colpita dal fuoco di risposta. Ferito, decise di abbandonare il suo caccia danneggiato al largo della costa delle isole Florida, dopo che fu chiaro che il suo radiatore dell'olio era stato colpito e non sarebbe riuscito a tornare alla base. Dopo pochi secondi il suo motore si bloccò ed egli riuscì ad effettuare un ammaraggio di emergenza, rompendosi il naso nell'impatto. Nonostante fosse inizialmente rimasto intrappolato nella cabina di pilotaggio sott'acqua, riuscì ad uscirne e a salire su una zattera di salvataggio, venendo tratto in salvo e portato a Tulagi. |Ritornato a Guadalcanal dopo un breve soggiorno di sei giorno in un ospedale della marina, apprese che l'ammiraglio Marc Mitscher lo aveva proposto per la concessione della Medal of Honor. Dopo un breve riposo in Australia effettuò la conversione al nuovo caccia Chance Vought F4U Corsair che stava riequipaggiando il VMF-221 e si trasferì in una nuova base nei Russell. Promosso capitano, coprì lo sbarco di Rendova il 30 giugno 1943, aggiungendo due bombardieri medi Mitsubishi G4M "Betty" al suo punteggio e condividendo l'abbattimento di un caccia Mitsubishi A6M Zero.
Undici giorni dopo, vicino all'isola della Nuova Georgia, abbatté altri due G4M "Betty". Vedendo lo F4U Corsair del suo gregario sotto attacco, abbatté anche un A6M Zero. Tuttavia, non riuscì a vedere un secondo A6M Zero e venne lui stesso abbattuto. Fu salvato dai membri di una tribù di indigeni su una canoa e viaggiò per diverse ore insieme a dieci uomini fino alla posizione di un coastwatchers australiano. Un idrovolante Consolidated PBY Catalina lo riportò ai Russell. Nell'ottobre 1943, sulla principale base aerea giapponese di Kahili, Bougainville, aggiunse un A6M Zero confermato e uno probabile, ma perse il suo gregario. Il 12 ottobre, ricevette la Medal of Honor che gli fu consegnata dal maggior generale Ralph J. Mitchell  mentre la sua unità si trovava sull'isola di Espiritu Santo nella catena di isole delle Nuove Ebridi. Fu il sesto pilota della Marina a riceverla.
Nel mese di novembre abbatte altri due D3A Val e un possibile Kawasaki Ki-61 Tony, un nuovo tipo di caccia giapponese.
L'11 dicembre ritornò negli Stati Uniti d'America su una motonave olandese, arrivando a San Francisco la vigilia di Capodanno. Dopo meno di 24 ore, partì per San Diego, dove gli furono concessi 30 giorni di congedo e, il 22 gennaio 1944, sposò Lois Anderson, la sua fidanzata di lunga data. Venne poi trasferito alla NAS Santa Barbara, in California, dove fu assegnato al neocostituito VMF 221, equipaggiato con gli F4U Corsair. Avrebbe incontrato il Presidente Franklin Delano Roosevelt alla Casa Bianca durante la primavera. 
Il suo reparto venne assegnato alla portaerei di squadra Bunker Hill, ed effettuò due missioni sul Giappone e poi supportò gli sbarchi a Iwo Jima e le operazioni su Okinawa. L'11 maggio 1945 abbatté un cacciabombardiere Yokosuka D4Y "Judy" in missione kamikaze, e mentre era in fase di appontaggio assistette mentre la Bunker Hill veniva colpita da due kamikaze, che causarono danni tali che fu costretto ad atterrare su un'altra portaerei, la Enterprise.
In seguito tornò negli USA a bordo della danneggiata Bunker Hill e fu assegnato alla MCAS El Toro, in California, dove iniziò ad addestrarsi per la prevista Operazione Olympic l'invasione del Giappone. Alla fine della guerra aveva effettuato 103 missioni di combattimento, con 15,5 vittorie confermate e quattro probabili. Insignito di due Purple Heart, di due Distinguished Flying Cross, quattro Air Medal e della Medal of Honor.
Dopo essere ritornato in Patria, prestò servizio con il VMF-221 presso la 'MCAS El Toro, e comandò il VMF-141 sulla NAS Alameda. Dopo l'inizio della guerra di Corea il VMF-141 fu rischierato in Corea ma egli rimase negli USA per decisione del comando della marina statunitense. Lasciato il servizio attivo, continuò il servizio nella US Marine Corps Reserve, ritirandosi nel 1970 con il grado di colonnello.
Rimase sposato con Lois Anderson dal 20 gennaio 1944 fino alla sua morte, avvenuta il 5 dicembre 1999. La coppia ebbe due figli, James Jr. e John, entrambi diventati ufficiali del Corpo dei Marines. Si risposò successivamente con Verna Gale McPherson Miller nel 2007.
Nel corso del dopoguerra lavorò nell'azienda paterna a San Francisco, producendo pompe e turbine marine. Nel 1960, dopo la morte del padre, rilevò l'azienda e la gestì per 23 anni, prima di trasmetterla al figlio. Andato in pensione si trasferì al Trinity Center, in California, e divenne un frequentatore delle scuole, dove raccontava agli studenti la sua esperienza di guerra. Durante la sua vita possedette 13 vetture Porsche.
Trasferitosi a Redding, in California, nel 2007 vi morì in un ospedale per insufficienza cardiaca dopo una lunga malattia il 18 gennaio 2009. Fu sepolto con tutti gli onori militari nel cimitero dei veterani della California settentrionale a Igo. L'aeroporto del Trinity Center, in California, porta il suo nome.

### Annotazioni
1. ↑   Swett aveva due fratelli, George e Margaret.

### Fonti
1. 1 2 3 4 5 6 7 8 9 10 11 12 13 14 15 16 17 18 19 20  Ace Pilots.
2. 1 2 3 4 5 6 7 8 9 10 11 12 13 14 15 16 17 18 19 20 21 22 23 24 25 26  U.S. Department of Defence.
3. 1 2 3 4 5 6 7 8 9 10  Thisdayinaviation.